# Boney M
Boney M. era um grupo de música disco e eurodisco caribenho-alemão que teve um grande sucesso durante os anos 1970 e 1980. Foi criado pelo produtor alemão Frank Farian em 1976, e era composto por Marcia Barrett, Liz Mitchell, Maizie Williams e Bobby Farrell.
A banda vendeu aproximadamente 80 milhões de cópias mundialmente e é conhecida pelos hit singles "Daddy Cool", "Ma Baker", "Belfast", "Sunny", "Rasputin", "Mary's Boy Child – Oh My Lord" e "Rivers of Babylon".

## História
Especula-se que, quando Frank Farian lançou pela primeira vez a canção Baby Do You Wanna Bump?, em dezembro de 1974 com o nome de Boney M, a voz na gravação era a dele, e só quando a música virou um sucesso é que ele decidiu arranjar um grupo de dançarinos e um vocalista para inventar um "grupo". O nome "Boney" era de um personagem de uma série de TV na Austrália. O grupo evoluiu antes de ter os integrantes que conhecemos hoje: só Maizie Williams participou desde o princípio.
É até possível que o boato envolvendo a primeira gravação seja verdade, pois:
- a música não tem uma letra de fato, só uma voz masculina repetindo periodicamente o título, ou palavras e letras separadas
- é óbvio, quando se ouve, que o vocalista canta uma oitava abaixo de seu timbre verdadeiro
- o côro de fundo é muito genérico
- a autoria da música é creditada a Zambi e editada por Intro, diferente de qualquer outra música de Boney M
- antes de cantar, Maizie Williams começou carreira como modelo

Rivers of Babylon se tornou o segundo maior sucesso de vendagem no Reino Unido em 1978, quando a música Brown girl in the Ring, que também compunha o disco, também se tornava sucesso nas rádios. Foi, na época, o único single além de Mull of Kintyre (gravada por Paul McCartney), a vender mais de dois milhões de cópias no Reino Unido.
Eles novamente conseguiram mais de 1 milhão de cópias vendidas no Reino Unido com sua versão de um clássico do calypso, Mary's Boychild (anteriormente gravada por Harry Belafonte).
Outros sucessos incluíram:
- Daddy Cool (lançada em 1976 - chegou a vender 100 mil cópias semanais na Alemanha)
- Sunny (de 1976 - no Brasil, Leo Jaime fez uma versão desta música, chamada Sonia)
- a bem conhecida Ma Baker (de 1977)
- Rivers of Babylon teve também uma versão (Rios da Babilônia) de sucesso no Brasil interpretada pela cantora Perla, muito popular na época.
- Love for sale (1977)
- Nightflight to Venus (1978)
- Rasputin (de 1978)
- Gotta Go Home (de 1979, ganhou versão techno do projeto Duck Sauce em 2010, chamada Barbra Streisand)
- Hooray, hooray, It's a Holi-Holiday" (1979) - teve também uma versão (Férias de Amor) de sucesso no Brasil interpretada pela cantora Perla, muito popular na época
- Painter Man (em homenagem a Andy Warhol)

Em 1986, dez anos após o lançamento de sua formação mais conhecida, o grupo já acumulava 18 discos de platina, 15 discos de ouro e cerca de 150 milhões de unidades vendidas pelo mundo. O grupo se desfez naquele ano, porém o sucesso de alguns remixes (como Daddy Cool - anniversary remix) continuou. Tentou-se recriar o grupo com nova formação, porém o sucesso continuou a ser o da formação original.
Entre o final dos anos 1980 e 1990 grupo dividiu-se e um veredicto de tribunal autorizou todos os quatro membros originais do grupo – as três cantoras e Bobby Farrell – a dar concertos com o nome “Boney M”.
Em Portugal, os Boney M. de Farrell actuaram Guimarães, em 1989 no Penha Club, em Agosto de 2007 no XXII Festival do Marisco de Olhão, em 2008 no Carnaval no Casino de Lisboa, e também na passagem de ano no Casino de Espinho.

## Morte de Bobby Farrell
O cantor da banda, o holandês Bobby Farrell, morreu no dia 30 de dezembro de 2010 em um quarto de hotel em São Petersburgo aos 61 anos devido à um ataque cardíaco, onde estava para fazer shows, anunciou o empresário do artista, John Seine.
Seine não deu detalhes sobre as causas da morte do músico na data onde foi encontrado morto, que chegou a fazer uma apresentação na noite anterior e ia a viajar à Itália para realizar outra apresentação.